# 胡嘉桂
胡嘉桂（1586年10月10日—1612年），字叢甫，號芳宇，河南開封府陳州西華縣人，明朝政治人物。

## 生平
胡嘉桂個性謙讓重氣節，曾刻《齊家律》敦風俗，早年出身縣學附學生，以《書經》中萬曆三十七年（1609年）河南鄉試舉人第二十五名，次年（1610年）會試中式第二百九十一名，成第三甲第八十四名進士，獲授定興知縣。任內他懲治小人，資助貧者，令其紡織自給，犯罪者則罰墾荒地輸草，一年後開地百餘頃。不久他病重，在四十年（1612年）二月去世，人民哭得像失去父母一樣，在城東北郭建祠，題曰「真父母」。

## 家族
曾祖胡傳，祖父貢生胡九齡，父親封南京吏部文選司主事胡沇，母親太安人周氏，兄弟胡嘉棟為萬曆二十三年進士。